# جان فرانسوا يفون
جان فرانسوا يفون (بالفرنسية: Jean-François Yvon)‏ هو سائق سيارة سباق فرنسي، ولد في 24 نوفمبر 1958 في نويي-سور-سين في فرنسا.

## روابط خارجية
- جان فرانسوا يفون على موقع DriverDB.com (الإنجليزية)